# Ottilienkirche (Lörrach)

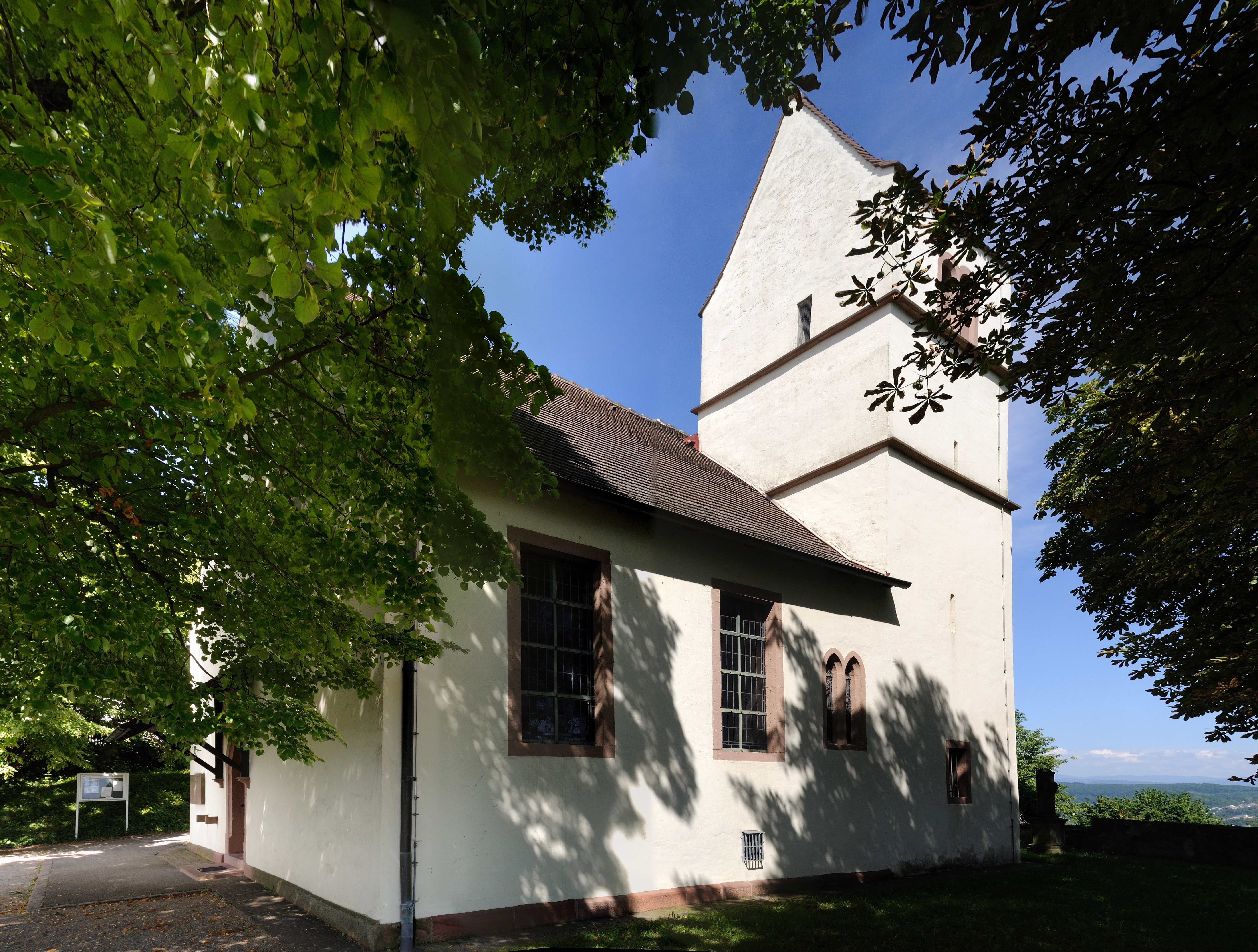
St. Ottilien

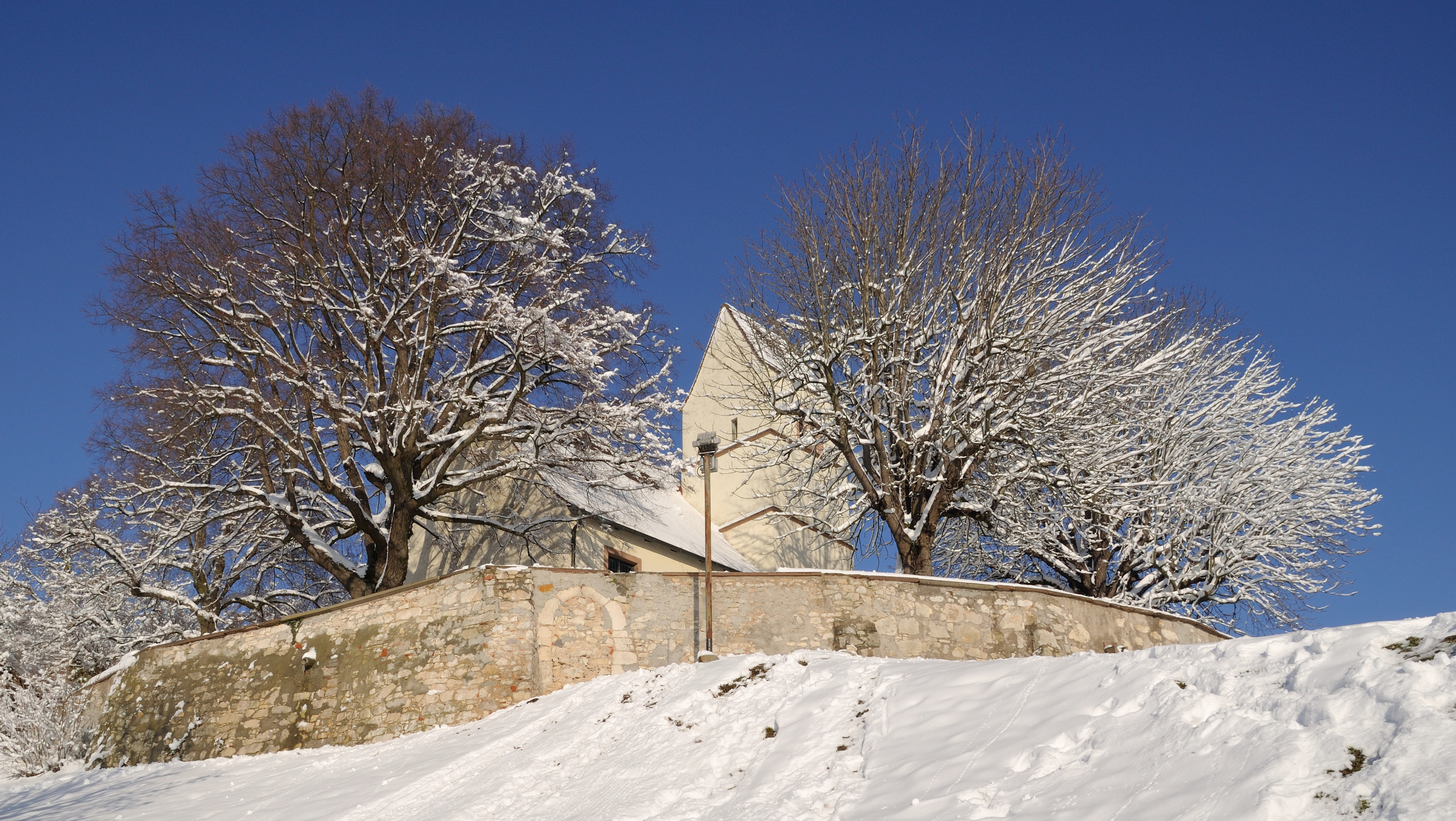
St. Ottilien im Winter

Die Ottilienkirche im Lörracher Stadtteil Tüllingen ist eine evangelische Kirche, deren Namen „in Anlehnung an die Legende von den drei Jungfrauen“ gewählt wurde. Die Kirche steht exponiert auf dem südlichen Grat des Tüllinger Bergs, in Obertüllingen. Der Platz rund um die Kirche auf rund 405 Meter Höhe eröffnet nach Süden und Westen eine gute Rundsicht auf das nahe Basel und das Dreiländereck. Die erste urkundliche Nennung der Kirche erfolgte zusammen mit der Siedlung Tülliken im Jahr 1113. Die Kirche ist aufgrund ihrer Sagengeschichte Teil der „Mythischen Orte am Oberrhein“.

## Geschichte
Die erste urkundliche Erwähnung der Ottilienkirche in Tüllingen geschah, als Walcho von Waldeck seinen Besitz Ober- und Niedertüllingen an das Kloster St. Blasien verschenkte. Über eine frühere Benutzung der Kirche gibt es keine gesicherten Kenntnisse. Es gibt Vermutungen, dass diese Stelle bereits zu Zeiten der Kelten ein heiliger Ort gewesen war. Grabungen wurden bisher allerdings keine durchgeführt. Die Kirche wurde im 12. Jahrhundert mehrfach umgebaut. In einem Schutzbrief des Gegenpapstes Calixt III. lässt sich St. Blasien den Besitz der Kirche namentlich bestätigen, was seine Bedeutung unterstreicht; ein weiteres Mal geschieht dies 1189 durch Konstanzer Bischof Hermann von Friedingen. 1275 wird anlässlich der Kreuzzugssteuer registriert, dass die Abgaben des Tüllinger Pfarrers weiter unter dem Durchschnitt liegen, obwohl er sogar Dekan des Wiesentals war.
Zur ältesten bekannten Bildnissen der Kirche zählt eine Darstellung des Geodäten Georg Friedrich Meyer, der Tüllingen zusammen mit Riehen 1672 zeichnete. Auf der Spitze des Tüllingers erkennt man die Tüllinger Kirche. Die Erweiterung auf die heutige Kirche fand wohl im 17. Jahrhundert statt. In einer Beschreibung von Leutrum aus dem Jahr 1739 heißt es dazu: „bei Vermehrung dieser Gemeinde ziemlich eng und hat gnädigster Beihilf wohl einer Erweiterung nötig“. In diesem Jahr hatte die Gemeinde rund 232 Einwohner und bot in der Kirche zwischen 150 und 160 Plätze. Dazu wurde die Südwand um 3 Meter hinausgeschoben und die Fenster in der Nordwand denen der neuen Südwand angeglichen.
Der Altar aus Stuckmarmor und die noch erhaltene Kanzel wurden 1839 im Zuge von Renovierungsarbeiten von Jodok Friedrich Wilhelm gefertigt. Der dazugehörige Schalldeckel musste der Renovierung von 1953 bis 1955 weichen. Das alte Pfarrhaus an der Kirche wurde 1970 abgebrochen. 1974 wurde der Verputz von der Wand gehauen und die Wände komplett gereinigt. Außerdem bot es die Gelegenheit, Material und Struktur des Bauwerks zu untersuchen. Im Jahr 1975 wurde die Ottilienkirche erneut renoviert. Erst seit diesem Jahr trägt sie auf Beschluss des Kirchengemeinderates auch diesen Namen, da das historisch vermutete St.-Michaels-Patrozinium nicht belegbar ist. Mittlerweile ist die Kirche nach Norden hin wieder dicht bebaut.

## Beschreibung

### Kirche
Die geostete (exakte Richtung: ONO, 60°) Saalkirche besteht aus drei Baukörpern: dem Langhaus, dem davon etwas abgesetzten, Chor mit polygonalem (5/8) Grundriss und einem schlichten Glockenturm zur Südseite. Turm und Langhaus haben ein Satteldach, der Chor wird durch ein Zeltdach abgeschlossen. Die Kirche erstreckt sich im Grundriss nur etwa 17,6 Meter in der Länge und 10,7 Meter in seiner Breite, der Kirchturm ist knapp 20 Meter hoch. Der viergeschossige Turm ist an den beiden oberen Geschossen durch Gesimse herausgehoben. Für die Eckquader wurden ausschließlich Tüllinger Kalkstein verwendet. Im obersten Geschoss befinden sich kleine Schallarkaden, an denen teilweise die eingestellten Säulchen fehlen. Das Fenster im unteren Geschoss wurde später eingesetzt, seine Wände bestehen aus Buntsandstein. Bemerkenswert ist, dass am Glockenturm keine Uhr angebracht ist.
Am Chor befinden sich drei spitzbogige Fenster, deren Einfassung ebenfalls aus Buntsandstein besteht. Die Fensterbänke fallen nach außen ab. Der Chor wird von einem Zeltdach abgeschlossen; die einfach profilierten Dachblende sind aus Kalkstein. An der Westseite sitzt die Eingangstüre asymmetrisch zur Längsachse. Sie wird von einem kleinen Pultdächlein geschützt.
An die Kirche sind nach Norden hin recht dicht andere Häuser bebaut worden. An der Südseite des Chors steht ein Epitaph von Pfarrer Andreas Burckhard († 20. März 1647). Die gesamte Kirche ist hell verputzt und wird nachts angestrahlt.

### Ausstattung

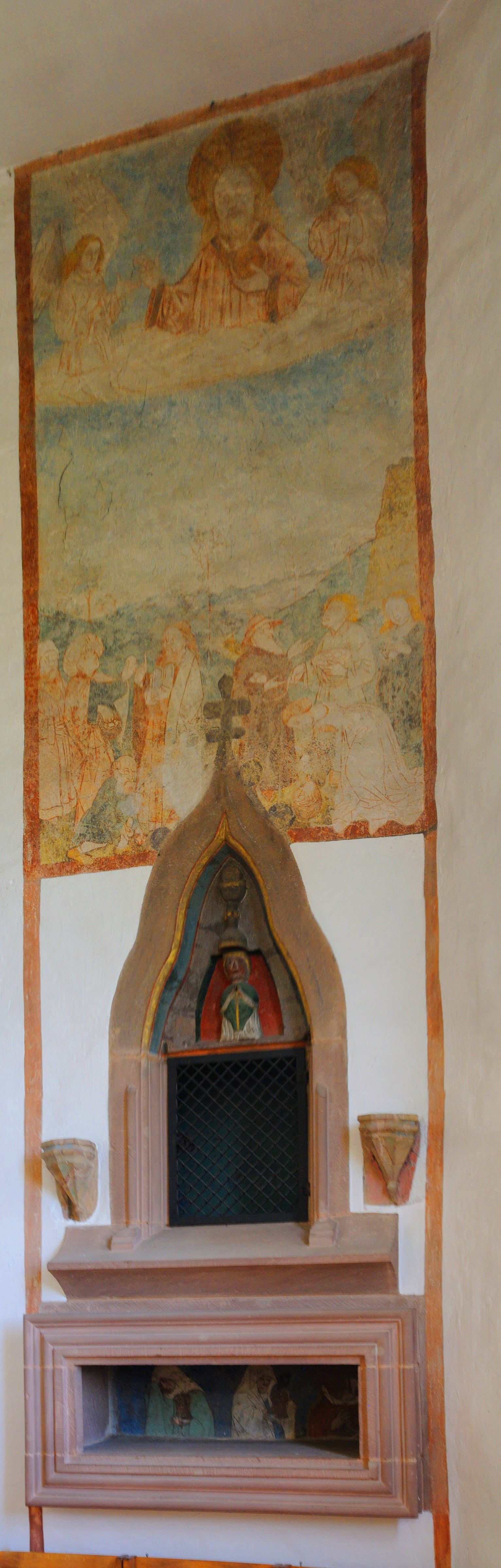
Sakramentschrein

Zur bemerkenswertesten Ausstattung gehört ein spätgotischer Sakramentschrein, eine Grabnische und ein Wandgemälde aus dem Jahr 1474. Das Ensemble zählt zu den wertvollsten Zeugnissen mittelalterlicher Kunst im Markgräflerland. In der Grabnische wurde früher der Leichnam Christi – vermutlich als Holzfigur – aufbewahrt. Heute sind drei Frauen mit Salbgefäßen in einem Gemälde dort dargestellt. Sie sollen Maria Magdalena, Maria-Salome und Maria Kleopas am Grab Christi darstellen. Darüber befindet sich ein weiteres Fresko, die eine Gruppe erregter Menschen zeigt. Im Hintergrund erscheint eine Landschaft, die an den Isteiner Klotz erinnert. Über dem Schrein ist eine Figur des Stifters, der 1474 verstorbene Tüllinger Pfarrer Christopherus Bernardus, angebracht. Sie wird von einem Bogen aus Sandstein umrahmt. Über der Nische ist eine Mannalese als Parallele zur Eucharistie dargestellt. Das Heilige Grab wurde erst 1955 entdeckt und freigelegt. Die Darstellung könnte von Konrad Witz stammen. Die Restaurierung besorgte Adelheid Brodwolf-Überwasser.

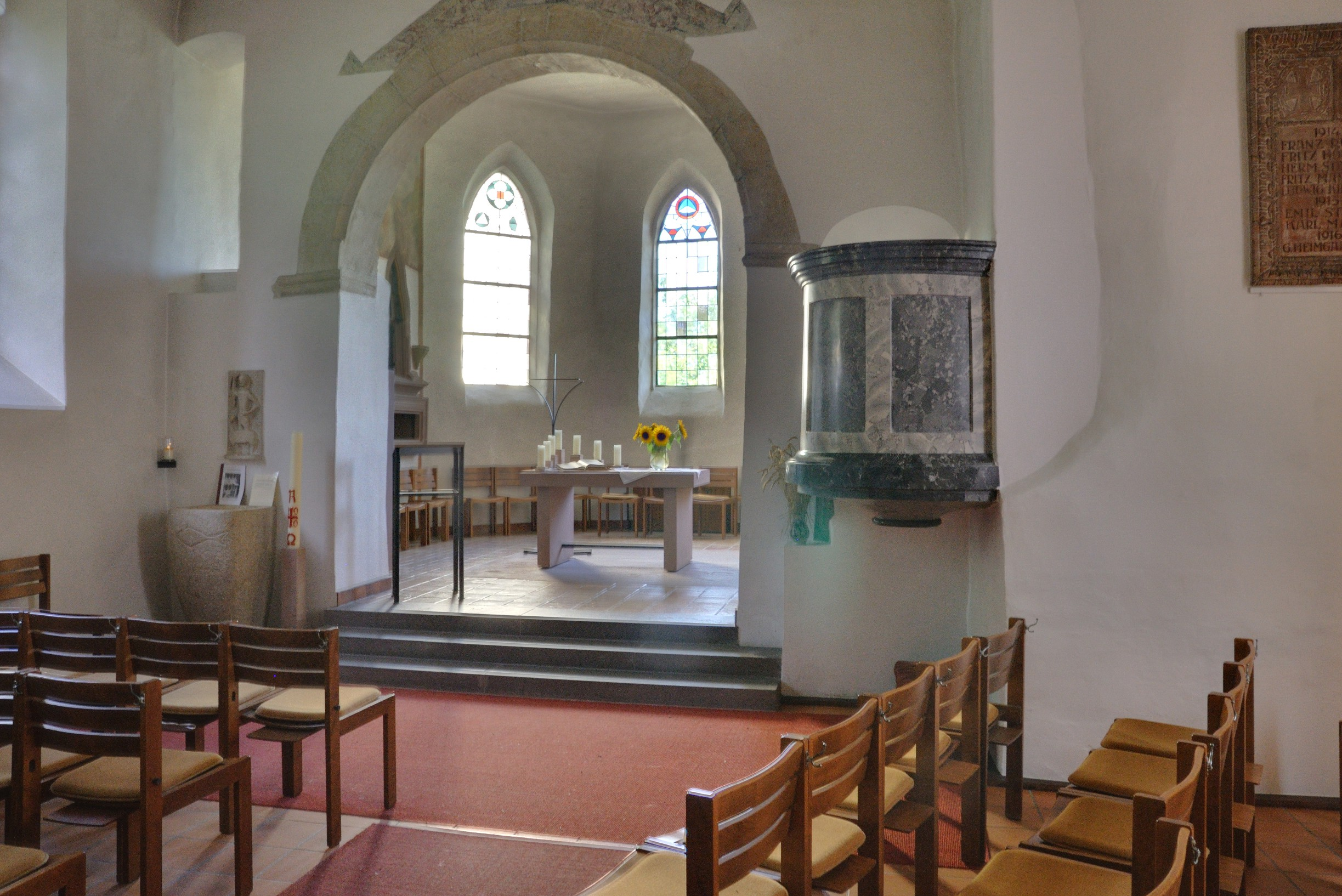
Innenraum Richtung Chor
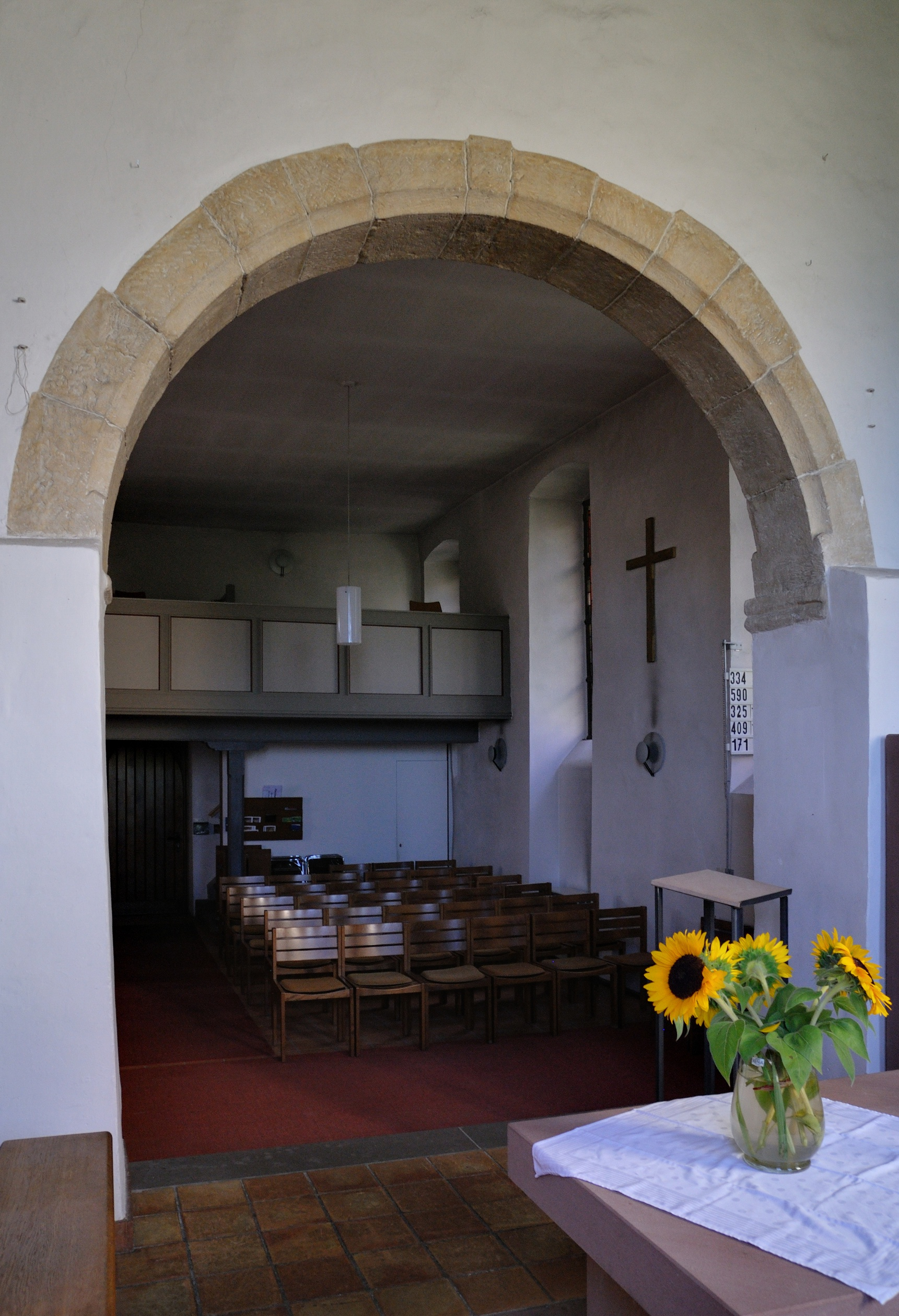
Blick vom Chor ins Langhaus
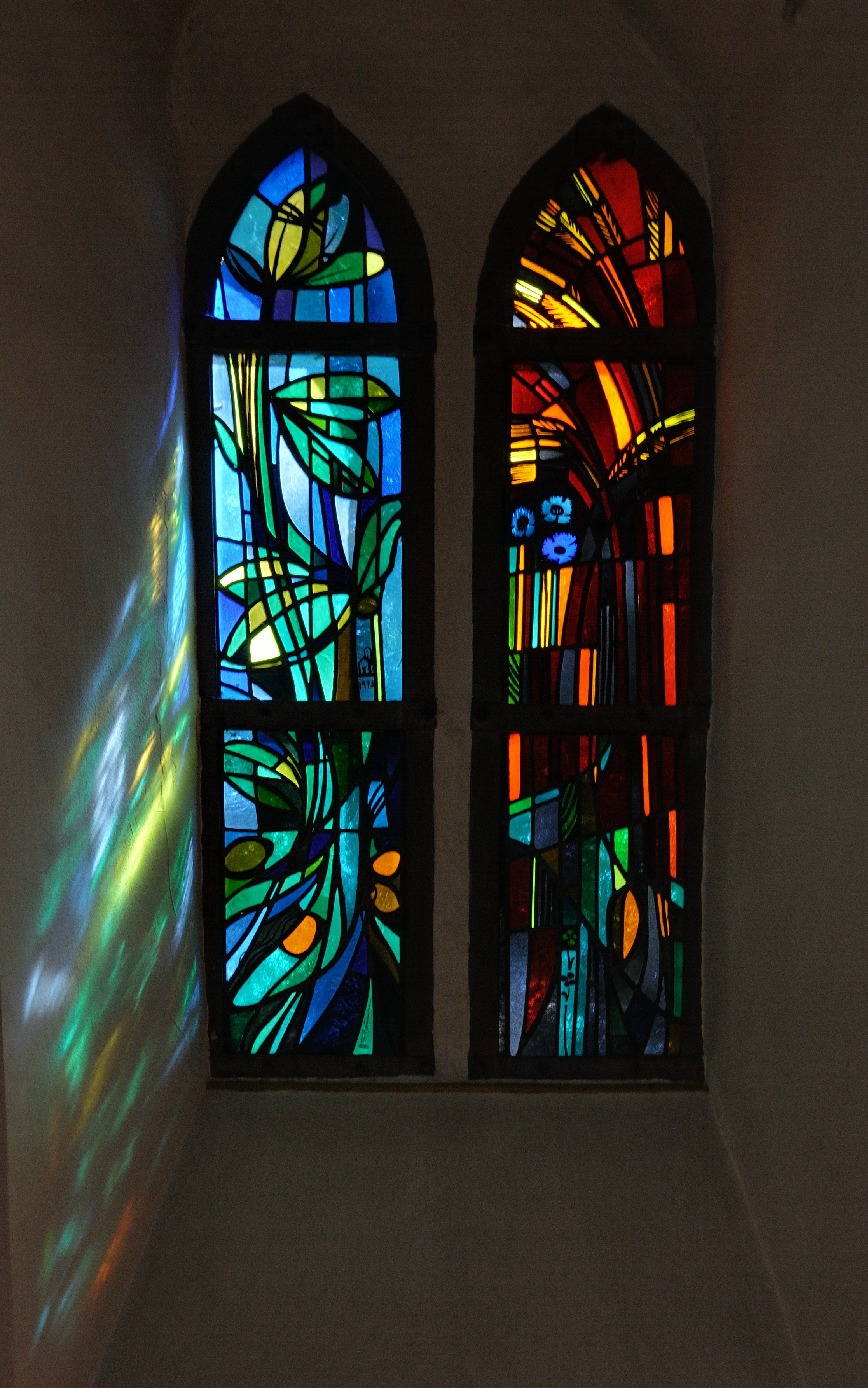
Glasfenster

Den Gefallenen des Ersten Weltkrieges wird durch eine von Max Laeuger gefertigten Tafel in der Kirche gedacht. Ein Gedenkstein für die Opfer des Zweiten Weltkrieges schuf der Lörracher Bildhauer Buchhaas steht links neben dem Eingangsportal an der Außenwand.
Der Taufstein und das Relief Christus, Lamm Gottes stammten von Rudolf Scheurer, die Glasfenster im Chor sind von Theodor Baumann.

### Glocken
Im Glockenturm hängt eine Bronzeglocke mit dem Nominal a′, die 1697 von dem Basler Glockengießer Hans Heinrich Weitenauer gefertigt wurde. Eine weitere Glocken, deren Anschaffungszeitpunkt unbekannt ist, existierte vor 1917. Diese musste während des Ersten Weltkrieges abgegeben werden und erhielt 1922/23 durch die Glockengießerei Bachert aus Karlsruhe einen Ersatz mit dem Nominal cis′′. Sie musste 1942 ebenfalls infolge des Krieges abgenommen werden.

### Orgel

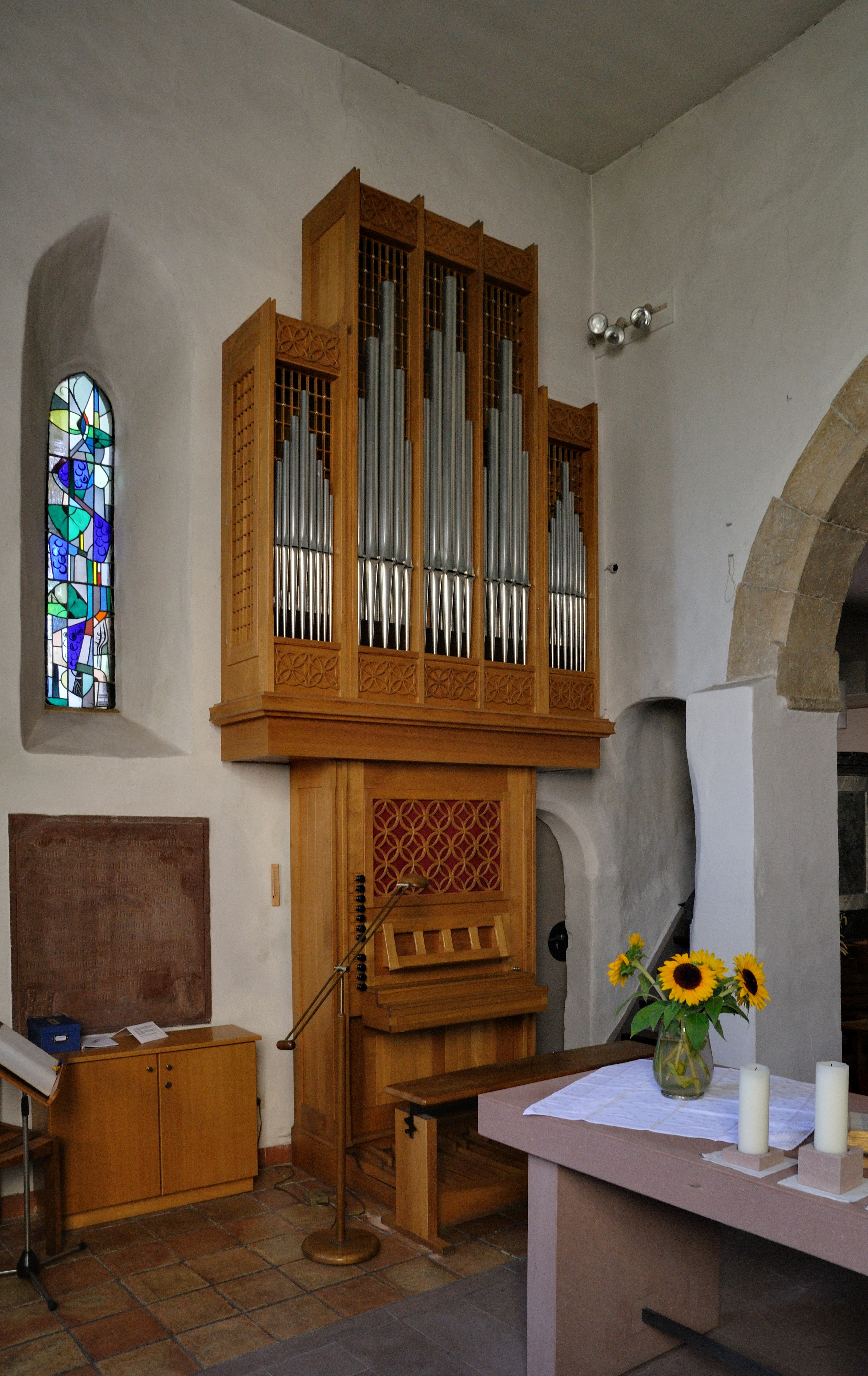
Orgel

Das Positiv der Orgel in der Tüllinger Ottilienkirche wurde 1956 oder 1958 von der Firma Gebrüder Mann in Marktbreit geschaffen und 1962 erworben. Davor nutzte man die Orgel der Evangelischen Kirche in Kandern, die man 1827 ersteigerte.
Die heutige Orgel stammt aus der Werkstatt des Orgelbauers Vier aus Friesenheim. Das Instrument aus dem Jahr 1981 verfügt über zwei Manuale, Pedal und neun Register. Ihre Disposition ist nachfolgend dargestellt:
| I Oberwerk     |       |
| Gedackt        | 8′    |
| Prinzipal      | 4′    |
| Rohrflöte      | 4′    |
| Sesquialter II | 2 ⁄3′ |
| Oktave         | 2′    |
| Quinte         | 1 ⁄3′ |
| Sifflet        | 1′    |

| II Brustwerk  |    |
| Cembalo-Regal | 8′ |

| Pedalwerk |     |
| Subbass   | 16′ |

- Koppeln: I/P, II/P.

Anmerkungen
1. ↑  aus Ahorn

## Legenden und Mythen

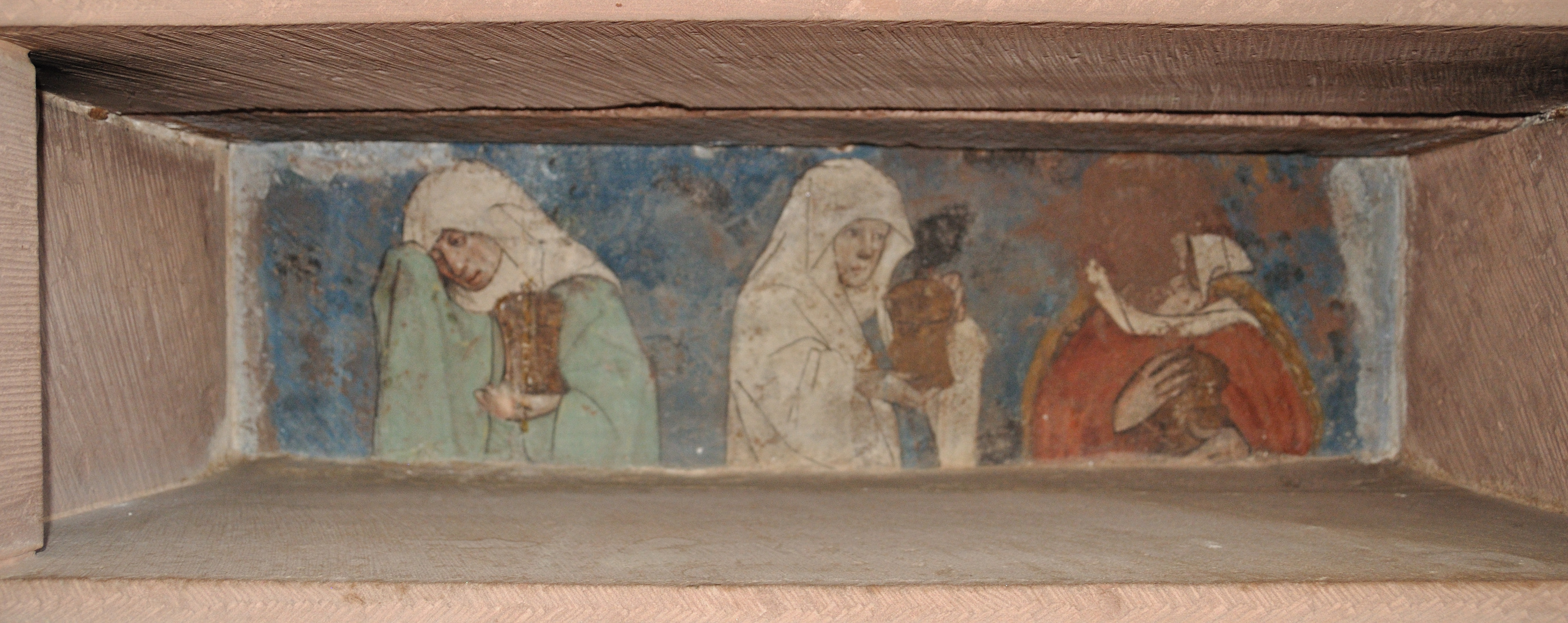
Darstellung der drei Frauen des Sakramentschreines

Durch die Darstellung der drei Frauen im Heiligen Grab begünstigt bildete sich die Legende der drei Schwestern. Die Töchter Odilia, Chrischona und Margaretha eines Ritters von Schloss Pfeffingen sollen sich, nachdem der Vater deren Liebhaber ermordet hat, auf drei Anhöhen rund um Basel niedergelassen haben. Während Chrischona den Dinkelberg auswählte, Margaretha sich in einer Anhöhe hinter Basel (Margarethenhügel) niederließ, baute Odilia auf der Tüllinger Höhe ein Gotteshaus.
Der Dreijungfrauenkult hat sich auch in Eichsel und St. Chrischona seit dem Mittelalter erhalten.

## Rezeption
Der Mundartdichter Gerhard Jung dichtete im August 1972 ein alemannisches Gedicht zur Tüllinger Kirche mit dem Titel Z Tüllige im Chilchli (In Tüllingen im Kirchlein).